# Ильичёвское сельское поселение (Рязанская область)
Ильичёвское сельское поселение — упразднённое муниципальное образование в Михайловском районе Рязанской области.
Административный центр — Посёлок центрального отделения совхоза имени Ильича.

## История
Границы сельского поселения определяются законом Рязанской области от 07.10.2004 N 86-ОЗ.
4 июня 2018 года в соответствии с Законом Рязанской области №31-ОЗ Ильичёвское сельское поселение присоединено к Грязновскому сельскому поселению.

## Население
| 2010 | 2012 | 2013 | 2014 | 2015 | 2016 | 2017 |
| ---- | ---- | ---- | ---- | ---- | ---- | ---- |
| 936  | ↘926 | ↘913 | ↘892 | ↘865 | ↘846 | ↘843 |
| 2018 |      |      |      |      |      |      |
| ↘841 |      |      |      |      |      |      |

## Состав
| №  | Населённый пункт                                      | Тип населённого пункта          | Население |
| -- | ----------------------------------------------------- | ------------------------------- | --------- |
| 1  | Александрово                                          | деревня                         | ↘6        |
| 2  | Волшута                                               | деревня                         | ↘31       |
| 3  | Заречье                                               | посёлок                         | 7         |
| 4  | Каменный Хутор 1                                      | деревня                         | 5         |
| 5  | Каменный Хутор 2                                      | деревня                         | 15        |
| 6  | Посёлок Коровинского спиртзавода                      | посёлок                         | 265       |
| 7  | Николаевка                                            | деревня                         | 13        |
| 8  | Новое Киркино                                         | село                            | ↘13       |
| 9  | Посёлок отделения «Пролетарское» совхоза имени Ильича | посёлок                         | 14        |
| 10 | Посёлок центрального отделения совхоза имени Ильича   | посёлок, административный центр | ↗506      |
| 11 | Старое Киркино                                        | село                            | ↘4        |
| 12 | Фёдоровка                                             | деревня                         | ↘40       |
| 13 | Феняево                                               | деревня                         | ↘14       |
| 14 | Чесменка                                              | деревня                         | 3         |